# Kathryn Forbes
Kathryn Forbes, pseudonimo di Kathryn McLean nata Anderson (San Francisco, 20 marzo 1908 – San Francisco, 15 maggio 1966), è stata una scrittrice statunitense. Molti dei suoi lavori – tra cui quello più celebre, Io e la mamma (1943) – sono stati ispirati alle esperienze della sua famiglia di origine norvegese, emigrata a inizio del XX secolo negli Stati Uniti. Il suo stile, semplice e ironico, è stato apprezzato soprattutto dal pubblico giovanile.

## Biografia
Kathryn Anderson è nata a San Francisco nel 1908. La nonna era emigrata in California dalla Norvegia alla fine del XIX secolo, mentre entrambi i genitori Anderson erano nati negli Stati Uniti. Forbes è morta a San Francisco nel 1966. È sepolta al cimitero cattolico di Santa Croce a Colma, appena a sud della città dove è nata e cresciuta: ha pubblicato i primi due capitoli del suo romanzo, Il conto in banca della mamma (Mama's Bank Account) e Roomer mamma, nel 1942.
Io e la mamma, il suo lavoro più conosciuto, fu pubblicato nel 1943 e riguarda una famiglia norvegese che vive a San Francisco negli anni venti. Le sue storie compassionevoli sono basate sulle loro semplici aspirazione e sulle loro battaglie sempre difficili, sogni e determinazioni, felicità e pene.